# Виктор Брак
Виктор Брак (на немски: Viktor Brack) е германски военнопрестъпник, организатор на програмата за евтаназия Акция Т4, където нацистката държава системно убива над 70 000 немски и австрийски граждани с увреждания. След това Брак е един от хората, отговорни за изгарянето на евреите в лагерите за унищожение. Брак е осъден на смърт през 1947 г. и екзекутиран през 1948 г.
От семейство от средната класа, той става член на нацистката партия и СС от 25-годишна възраст и заема увеличаващи се отговорности в канцеларията на Хитлер в Берлин. Той е старши полковник в СС до 35-годишна възраст.

## Кариера
Брак е роден в семейство от средната класа в Хаарен (сега част от Аахен) в провинция Рейн. Учи в местните училища.
През 1929 г. на 25-годишна възраст, Брак става член на нацистката партия и Шуцщафел (СС). До 1936 г. той е назначен за началник на Hauptamt II (главен офис II) в канцеларията на фюрера в Берлин. Службата му се занимава с въпроси, отнасящи се до министерствата на Райха, Вермахт, НСДАП, жалби към фюрера от всички части на Германия. На 9 ноември 1940 г. Брак е повишен до степен СС-Оберфюрер (старши полковник).

## Акция Т4
Служителите на Hauptamt II под ръководството на Виктор Брак изиграват важна роля в организирането на убийствата на психично болни и физически увредени хора в програмата евтаназия на Акция Т4, особено детската евтаназия от 1939 г. Със своеобразен указ от 1 септември, Хитлер назначава Филип Бухлер и неговия личен лекар Карл Бранд да ръководят програмата за евтаназия, където да наблюдават убийството на физически и / или лица с психически увреждания. Осъществяването на операциите за убиване е оставено на подчинените като Брак и Вернер Бланкенбург. През декември 1939 г. Брак дава на Август Бекер задачата да организира операции за убиване с газ на психично болни пациенти и други хора, които нацистите считат за „живот, недостоен за живеене“. Програмата Акция Т4 е свързана с популярните идеи за евгениката в началото на 20 век и с подобряването на расата, която не позволява на хората с увреждания или психично болните да се възпроизвеждат. Първоначално лекарите в програмата стерилизират хора, а след това убиват близо 15 000 германски граждани в центъра „Хадамар“ по продължение на тази програма..
След войната, по време на съдебния процес в Нюрнберг през 1947 г., Брак свидетелства, че след 1941 г., когато унищожаването на еврейското население от Нацистка Германия е в пълен мащаб, Райхсфюрер-СС Хайнрих Химлер му наредил да се свърже с лекарите от програмата за евтаназия да намерят начин да стерилизират млади, силни евреи, способни да работят за немските военни усилия. Целта е да се разработи метод, чрез който жертвата да може да бъде стерилизирана без да е наясно с процеса. През март 1941 г. Брак изпълнява задачата си и подготвя доклад за Химлер. Той описва метода на стерилизиране на пациенти, използващ рентгенови лъчи, без знанието на жертвата, докато не стане явно.
На 23 юни 1942 г. Брак изпраща на Химлер следното писмо:
"Уважаеми Райхсфюрер, сред десетките милиони евреи в Европа, има, струва ми се, поне 2 до 3 милиона мъже и жени, които са достатъчно годни да работят. Имайки предвид извънредните трудности, с които се занимава трудовият проблем, считам, че тези 2 до 3 милиона трябва да бъдат специално подбрани и запазени. Това обаче може да се направи само ако в същото време те стават неспособни да се репродуктират. Преди около година ви съобщих, че моите агенти са приключили експериментите, необходими за тази цел. Бих искал отново да ви напомня тези факти. Стерилизирането, както обикновено се извършва при лица с наследствени заболявания, е извън този въпрос, тъй като е твърде дълго и скъпо. Кастрацията чрез рентгенови лъчи обаче не е само сравнително евтина, но може да се извърши и на хиляди в най-кратки срокове. Мисля, че по това време вече няма значение дали въпросните хора осъзнават, че са били кастрирани след няколко седмици или месеци, след като почувстват последиците. Ако, Райхсфюрер, реши да избере този начин в интерес на запазването на труда, след това Бухлер ще бъде готов за впрягане на всички лекари и друг персонал, необходими за тази работа на ваше разположение. По същия начин той ме помоли да ви информирам, че тогава ще трябва да поръчам апаратурата спешно необходима с най-голяма скорост.
Хайл Хитлер! Ваш
ВИКТОР БРАК."
След това писмо, Химлер нарежда процедурата да бъде изпробвана на затворници в Аушвиц. Тъй като Брак е прехвърлен в отделение за СС, неговият заместник Бланкенбург поема отговорността за задачата и „веднага ще предприеме необходимите мерки и ще се свърже с началниците на главните офиси на концентрационните лагери“.

## Процес и екзекуция
Еврейско-френски лекар, затворник в Аушвиц от септември 1943 до януари 1945 г., свидетелства при т. нар. „Докторски процес“, част от Нюрнбергски процеси, че стерилизирането на еврейски затворници е извършено в лагера за унищожение Биркенау от СС-лекари. Той се грижи за близо 100 мъже поляци, които са стерилизирани в Биркенау по хирургически операции. Според свидетеля, те по-късно са кастрирани от лекаря на лагера.
В по-късни доказателства има свидетелство, че пациенти от други преследвани групи са стерилизирани с много високи дози рентгенови лъчи в продължение на няколко минути, тази процедура е проведена и върху други преследвани групи. Мъжете по-късно са кастрирани.
По време на съдебния процес на лекарите, Брак е осъден за убийство в програмата „Евтаназия“. Програмата по-късно е приложена под таен ред "Действие 14f13" – унищожаването на затворниците в концентрационния лагер, които не могат да работят. През март 1947 г. личният адвокат на Бухлер, Карл Фрайер Михел фон Тюслинг издава клетва в защита на Виктор Брак, който на 2 юни 1948 г. е екзекутиран чрез обесване в затвора Ландсберг.